# M-42 45mm反坦克炮 (M-42)
M-42是一个苏联半自动45-mm反坦克炮。它的全称是1942年型45-mm反坦克炮(M-42) (俄语: 45-мм противотанковая пушка образца 1942 года (М-42))。M-42自1942年以来一直用到二战结束。

## 历史

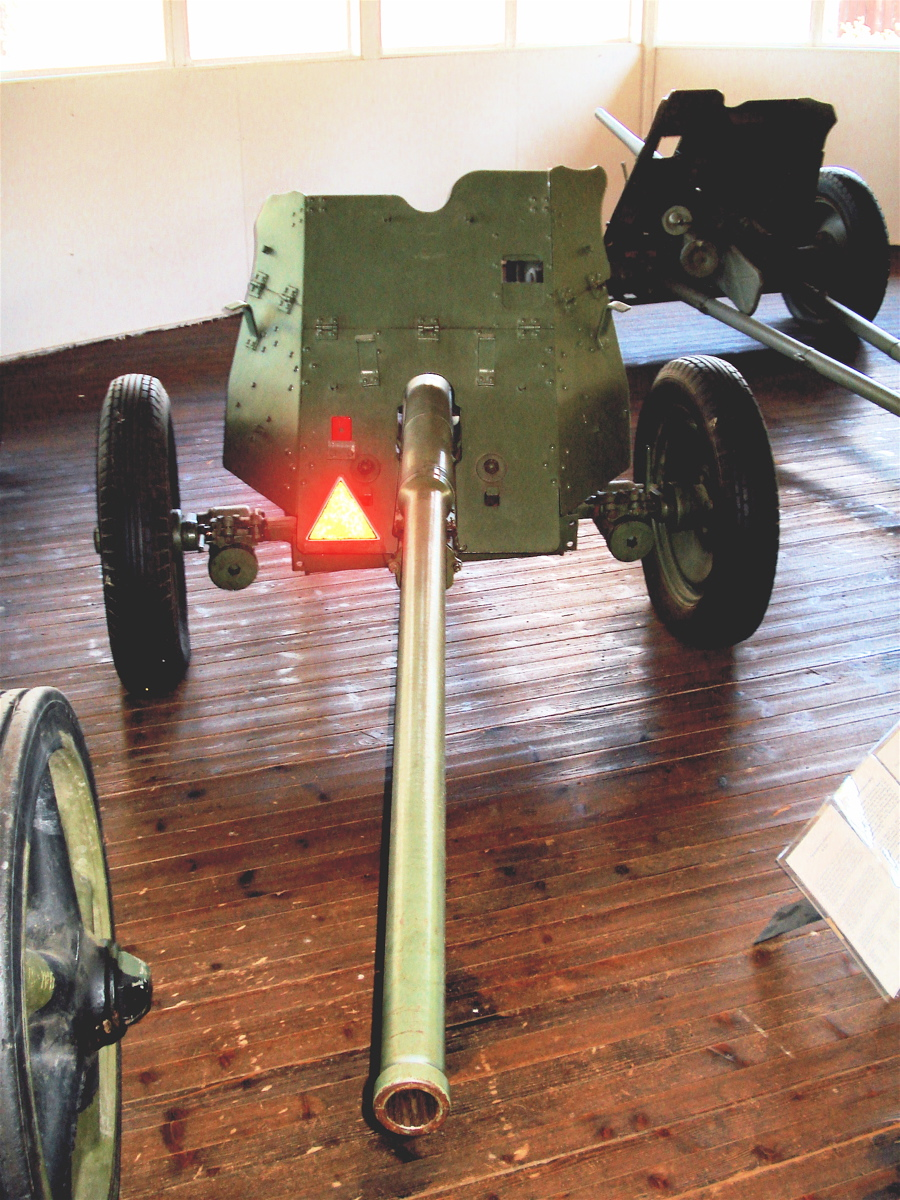
芬兰坦克博物馆中的一门M-42 45mm反坦克炮。

在摩托维里喀的第172工厂为给1937年型45-mm 反坦克炮（53-K）进行改进，发展成为了M-42.这门炮的倍径很大（66倍径，比53-K（L/46）多了20倍的口径）。它也有了威力更大的炮弹以及更厚的炮盾（以前的53-K是4.5mm，M-42是7mm）。但是内部的铰链结构让成员变得更加拥挤，所以他们不得不跪下。为加快生产速度还做了一些小变化。
M-42自1942年以来一直用到二战结束。在1943年，由于它在攻击类似于虎式坦克、豹式坦克以及四号坦克H型等新式德国坦克时发现其反装甲能力的不足，M-42很快就被更具威力的ZiS-2替代了。后者甚至进行了大规模生产。然而事实上它对轻装甲目标十分有效，能够从侧面击穿豹式坦克以及四号坦克H型。它所使用的高爆弹与榴霰弹人仍然给予了它的不错的对人员杀伤的能力，所以M-42仍在不断生产。
在1945年中期，M-42的大规模生产终止。生产总数为10843门。

## 弹药
- 弹种
- 穿甲弹
- 高爆弹
- 榴霰弹
- 烟雾弹
- 炮弹重量
- 穿甲弹：1.43 kg
- 硬芯穿甲弹：0.85 kg
- 高爆弹：2.14 kg

## 性能
| 穿深    |                   |                  |                     |                     |                     |
| Type    | 100米（110 yd）   | 500米（550 yd）  | 1,000米（1,100 yd） | 1,500米（1,600 yd） | 2,000米（2,200 yd） |
| APBC-HE | 71 mm（2.8英寸）  | 54 mm（2.1英寸） | 40 mm（1.6英寸）    | 32 mm（1.3英寸）    | 28 mm（1.1英寸）    |
| APCR    | 108 mm（4.3英寸） | 74 mm（2.9英寸） | 46 mm（1.8英寸）    | -                   | -                   |

## 笔记
1. 1 2 3 4 5 6 7
2. ↑  Bird, Lorrin; Lingston, Robert. . Albany, NY USA: Overmatch Press. 2001. OCLC 71143143.